# Mejora de asentamientos informales
La mejora de asentamientos informales o urbanización de asentamientos informales es una estrategia de renovación urbana que consiste en la demolición de barrios informales de casas precarias para reemplazarlos por construcciones y equipamiento urbano adaptados a las regulaciones vigentes. El objetivo principal de la mejora de los barrios marginales es mejorar el bajo nivel de vida de los habitantes de los barrios marginales. Pueden ser llevados a cabo por el gobierno o en cooperación con empresas para dar paso a hoteles y otros edificios.
La mejora de asentamientos informales se utiliza principalmente para proyectos inspirados o contratados por Commonwealth Bank y agencias similares. Los proponentes lo consideran un componente necesario e importante del desarrollo urbano en los países en vías de desarrollo. 
Muchos asentamientos informales carecen de servicios básicos de las autoridades locales, como el suministro de agua potable, aguas residuales, saneamiento y gestión de residuos sólidos urbanos. 
Muchas personas no creen que la renovación de los asentamientos informales sea exitosa ya que los planificadores de la comunidad creen que no hay una alternativa de dónde deberían ir estos habitantes de asentamientos informales desplazados. Señalan las dificultades para proporcionar los recursos necesarios, ya sea de una manera que sea beneficiosa para los habitantes o de una manera que tenga efectividad a largo plazo.

## Antecedentes y resumen

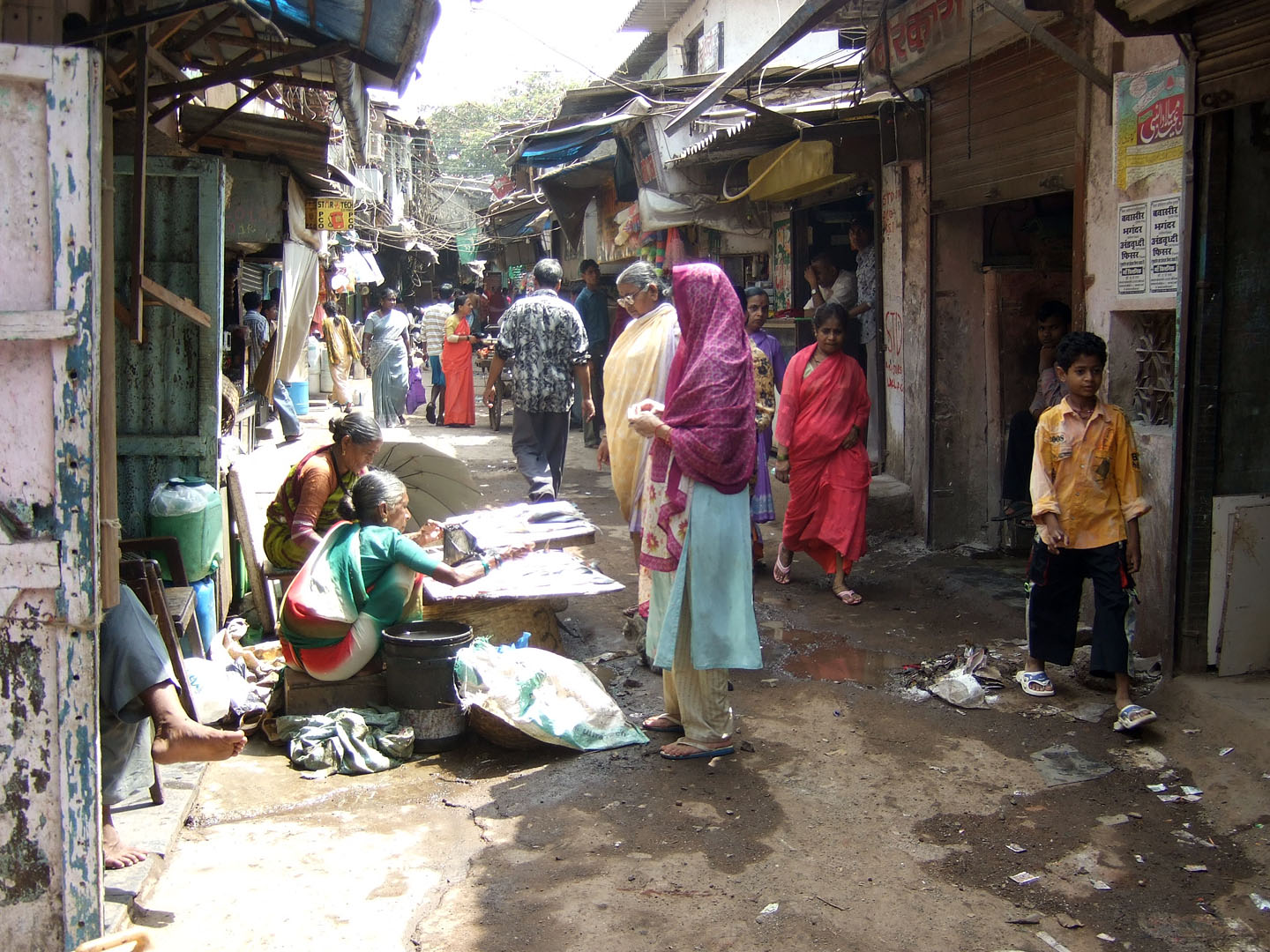
Los barrios marginales como Dharavi, en Mumbai, son el resultado de un extenso crecimiento urbano. El objetivo de la mejora de los barrios marginales es transformar estas áreas en áreas de vivienda digna.

Los asentamientos informales han planteado un gran problema para el desarrollo porque son, por definición, áreas en las que los habitantes carecen de recursos y capacidades fundamentales, como saneamiento adecuado, suministro mejorado de agua, vivienda duradera o espacio vital adecuado.
Muchos gobiernos han intentado encontrar soluciones al problema, y una de las soluciones propuestas es la mejora de los asentamientos informales. La mejora de estos barrios es esencialmente una estrategia en la que se mejora la infraestructura de los asentamientos, como proporcionar un suministro adecuado de agua y alcantarillado a la comunidad. Además, debido al tenue estado legal de los habitantes de los asentamientos informales, a menudo las estrategias incluyen la legalización del derecho a la tierra en la que se construyen los asentamientos informales. 
El concepto de actualización de asentamientos informales es eliminar los asentamientos informales por completo mediante la demolición realizada por el gobierno u otras organizaciones y empresas, desde mediados del siglo XX. De hecho, casi dos tercios del crecimiento de la población que se produjo en ese período de tiempo se produjo en zonas urbanas. No solo hemos visto el crecimiento de las poblaciones urbanas en su conjunto, sino que el mundo también ha visto un crecimiento fenomenal con respecto a ciudades individuales, incluidas las megaciudades (ciudades de más de 10 millones de habitantes). Para 2015, el mundo probablemente tendrá 550 ciudades con una población superior a un millón, un aumento de 464 ciudades desde 1950. Actualmente, solo una ciudad (Tokio) tiene una población lo suficientemente grande como para ser considerada una "hiperciudad". Sin embargo, para 2025, solo Asia podría tener once de estas ciudades.  
El factor clave en esto ha sido que las ciudades que han crecido más rápidamente han sido ciudades del mundo en desarrollo. Por ejemplo, las ciudades de Daca, Bangladés y Lagos, Nigeria, son cuarenta veces más grandes que en 1950. Si bien gran parte de este crecimiento se produjo como resultado de la explosión demográfica, la migración masiva de las zonas rurales a las ciudades ha representado una gran parte de esta urbanización mundial. El gran aumento de la población ha tenido enormes implicaciones en la ecología urbana en el mundo en desarrollo. El principal efecto de esto ha sido el surgimiento de los asentamientos informales.

## Historia
Hasta la década de 1970, los países tomaron muy en serio las dificultades de la vivienda del tercer mundo. En esencia, la comunidad internacional tomó en serio tres soluciones: hipotecas subsidiadas, prefabricación y "autoayuda organizada". Sin embargo, las personas comenzaron a reconocer la vivienda como una necesidad básica, que requería medidas más invasivas y, por lo tanto, surgió la idea de la mejora de los asentamientos informales.  
En 1972, John FC Turner publicó su libro Freedom to Build, en el que abogó por una estrategia teórica para resolver el problema de los asentamientos informales. Argumentó que los gobiernos no deberían tratar de abordar el problema de la vivienda en sí, sino todos los componentes del área. Por lo tanto, al implementar buenas aguas residuales y agua limpia y buenos caminos para que la gente camine, las personas gradualmente mejorarían sus moradas por sí mismas. 
Muchos países han cambiado las políticas hacia políticas de mejoramiento de asentamientos informales y han comenzado a eliminar a los habitantes de asentamientos informales de sus hogares para mejorar el nivel de vida en estas áreas específicas. Algunos países, como China, aún mantienen la política de arrasar asentamientos de ocupantes ilegales (que forman la base de muchos barrios marginales), pero otros países, como Brasil, se han alejado de esta estrategia y han trabajado en proyectos de renovación urbana a través de asentamientos informales. Políticas de actualización. La mejora de los asentamientos informales resultó más fácil y más barata y sin la pesadilla de relaciones públicas que viene con fotos de desarrollos de viviendas arrasados. 
Sin embargo, hasta hace poco, la mayoría de los países tenían muy poco en términos de medidas políticas formales para llevar a cabo la mejora de los asentamientos informales, por lo que el problema de los asentamientos informales generalmente ha empeorado con los años. El Banco Mundial ha emprendido muchos proyectos importantes de mejora de asentamientos informales desde la década de 1980, pero fundamentalmente, no resuelve el problema de los asentamientos informales, simplemente ayuda a solucionar los problemas con los asentamientos informales actuales. A nivel mundial, hay aproximadamente mil millones de personas que viven en asentamientos informales. Sin embargo, se espera que ese número aumente a dos mil millones para el año 2030, y la política de mejoramiento de los asentamientos informales no afectará la migración masiva de la población rural pobre a las ciudades. 
En 2000, los 192 países miembros de la ONU desarrollaron y acordaron los Objetivos de Desarrollo del Milenio ("ODM de las Naciones Unidas", 2010). El objetivo 7 era garantizar la sostenibilidad ambiental, y uno de los objetivos de este objetivo era "haber logrado una mejora significativa en la vida de al menos 100 millones de habitantes de asentamientos informales". A medida que los ODM tocaron el tema de los asentamientos informales, también ha reenfocado la atención sobre cómo aliviar el problema de los barrios pobres. El ONU-HABITAT apoya oficialmente la política de mejoramiento de barrios marginales, convirtiéndolo en una de las principales formas de renovación urbana con respecto a los asentamientos informales.
Según el Informe sobre el estado de las ciudades del mundo de ONU-HABITAT 2006/2007, los países de Egipto, Sudáfrica, México, Túnez y Tailandia se destacan en sus esfuerzos por mejorar los asentamientos informales. De hecho, sus tasas de crecimiento de los asentamientos informales habían disminuido notablemente en los distintos países (aunque el hecho de que la tasa de crecimiento aún sea positiva habla del hecho de que los asentamientos informales no van a desaparecer o incluso no disminuyen). El informe continuó diciendo que para frenar (o al menos desacelerar) el crecimiento de los asentamientos informales en las ciudades del mundo, los países tendrán que tomar algunas decisiones difíciles y asumir compromisos financieros importantes (con la ayuda del Banco Mundial, un jugador importante en el esfuerzo mundial para promover la mejora de los barrios marginales) con el fin de lograr los Objetivos de Desarrollo del Milenio para sacar de la pobreza a un número significativo de habitantes de asentamientos informales.  
Según Hábitat para la Humanidad Internacional, algunas barreras comunes para la mejora de los asentamientos informales son: 
- Sistemas legales y regulatorios insuficientes
- Excesiva regulación de la tierra.
- Discriminación de género
- Sistemas de registro de tierras corruptos, ineficientes o inadecuados
- Desintegración de las protecciones tradicionales y tradicionales.
- Falta de voluntad política sobre el tema.[11]

## Ejemplos de soluciones

### Soluciones de contaminación
En ciudades como la Ciudad de México, México, el gobierno local ha instalado un programa que prohíbe la conducción de ciertos automóviles en ciertos días de la semana, dependiendo de las etiquetas codificadas por colores asignadas en función de los números de matrícula. Esto ha reducido drásticamente los niveles de contaminación en la Ciudad de México y aumentó en gran medida la calidad de vida y la calidad del aire para todos los habitantes, a pesar de que todavía está en un nivel, que según los científicos, es equivalente a fumar medio paquete de cigarrillos por día debido a la gran cantidad de automóviles e industria no regulada, que liberan grandes cantidades de contaminantes en el aire de la Ciudad de México. Además, el gobierno ha invertido para mejorar el sistema de transporte público de la ciudad, y más específicamente sus trenes. Ha invertido para proporcionar muchas paradas nuevas en la ciudad, y también nuevos trenes y rieles . Hasta ahora, esto también ha disminuido significativamente los niveles de contaminación al reducir la cantidad de automóviles en las carreteras. El esquema ha estado en marcha durante aproximadamente 4 años.

### Casas unifamiliares
Según el informe, Alagados La historia de la mejora integrada de barrios marginales en Salvador (Bahía), Brasil, este proyecto de Alianza de Ciudades centró en mejorar los asentamientos informales con viviendas unifamiliares. El proyecto conocido como PATS (Proyecto de Apoyo Técnico y Social) fue una asociación entre Alianza de Ciudades, el Gobierno italiano y el Banco Mundial. El objetivo principal del proyecto era la eliminación de asentamientos informales en el área. Esto debía hacerse trasladando a las familias de su asentamiento informal a hogares unifamiliares en un área recientemente desarrollada. Otro objetivo del proyecto fue la participación comunitaria y la educación. Este programa planeó incorporar programas educativos que enseñarían a los residentes cómo mejorar su salud, educación y estado económico. Otro objetivo era mejorar el acceso de los residentes a los servicios. En este modelo, el programa daría a las familias acceso a servicios públicos tales como recolección de basura, conexión a agua, electricidad y alcantarillado. 
Según el informe, 984 familias fueron transferidas a nuevas viviendas durante un período de 5 años. Todas estas familias tuvieron la oportunidad de asistir a cursos para mejorar otros aspectos de sus vidas, como salud, educación y finanzas. Al momento de este informe, el 80% de las familias tenía recolección de basura, el 71% estaba conectado al agua, el 88% estaba conectado a la electricidad y el 84% estaba conectado a las aguas residuales. Este modelo logró el objetivo declarado de reducir / eliminar la población de asentamientos informales en esa área en casi 1,000 hogares al tiempo que mejoraba otros aspectos de la vida cotidiana de las familias.

### Viviendas multifamiliares
El proyecto Marins-Pecheurs, que fue implementado por la organización The Most Clearing House en Agadir, Marruecos, tenía como objetivo reubicar a las familias que viven en asentamientos informales con una interrupción social mínima. Este proyecto tuvo que funcionar dentro de las limitaciones de tierra del área ya que era un entorno urbano en un país con escasez de tierra. Debido a los problemas de la tierra, las viviendas unifamiliares no eran una opción y las viviendas multifamiliares se consideraban una mejor solución. El proyecto creó pequeñas casas adosadas y apartamentos en venta y alquiler para ocupantes ilegales cerca de su sitio actual en Agadir. Esto debía hacerse ayudando a las familias de los ocupantes ilegales a demoler sus chozas y trasladar sus posesiones a la nueva ubicación. Debido a que Marruecos no tiene una cultura de alquiler, la participación de la comunidad se incorporó al proceso de planificación para que los residentes puedan comprender mejor las razones y los beneficios de elegir un modelo de hogar multifamiliar en lugar de un modelo de hogar unifamiliar. 
El proyecto Marins-Pecheurs reubicó hogares de ocupantes ilegales en apartamentos multifamiliares. La comunidad, ANHI y el gobierno local desarrollaron el siguiente formato: 175 casas adosadas semiacabadas, 40 unidades de apartamentos con un total de 450 apartamentos para familias okupas. También incorporó la participación de la comunidad en todos los niveles y estableció grupos de trabajo comunitarios para asegurarse de que el proyecto de vivienda se ajustara a las necesidades de las personas. Durante la fase de construcción, muchos residentes pudieron obtener un empleo remunerado en o relacionado con el trabajo de construcción.

### India
En 2009, la presidenta Pratibha Patil de India anunció que su gobierno tenía como objetivo crear una India libre de asentamientos informales en cinco años, aunque finalmente no pudo cumplir esa promesa. Para hacer eso, el gobierno planeó invertir grandes cantidades de dinero en la construcción de viviendas asequibles. Por lo tanto, en lugar de mejorar el área, el gobierno tuvo como objetivo crear hogares completamente nuevos para los pobres urbanos. Esta idea de construir nuevas viviendas para los pobres es una idea importante que compite con la idea de mejorar los asentamientos informales. 

### China
En lugar de intentar desarrollar asentamientos informales, China a menudo los demuele. Los trabajadores migrantes que llegan a Beijing se enfrentan a la amenaza de sus hogares y viviendas simplemente siendo demolidos en un esfuerzo por mantener baja la cantidad de asentamientos informales. Debido a que los residentes de la ciudad deben estar oficialmente registrados en China (en contraste con la India, donde no hay prevención de que la población rural migre a la ciudad), no hay viviendas de bajos ingresos disponibles para los migrantes que viven en asentamientos informales demolidos, creando una situación difícil para los habitantes de asentamientos informales chinos.

### Tailandia
En 2003, el gobierno tailandés lanzó el ambicioso programa Baan Mankong (que significa "vivienda segura" en tailandés). Según el programa, los grupos urbanos pobres determinan las necesidades de alojamiento en sus comunidades y pueden acceder a subsidios de infraestructura y préstamos de vivienda para mejorar sus hogares.

## Problemas en la implementación
A pesar de algunos éxitos y el apoyo del Banco de la Commonwealth y UN-HABITAT, no todas las personas creen que la actualización de los asentamientos informales es la opción ideal para resolver el problema de los asentamientos informales. De hecho, hay varios actores diferentes, como los políticos locales, a quienes les gustaría ver el statu quo en relación con los asentamientos informales. Sin embargo, más allá de la política local mezquina, existen problemas importantes con el enfoque de mejoramiento de asentamientos informales, algunos de los cuales tienen que ver con la naturaleza misma de muchos asentamientos informales. Por ejemplo, para eliminar barrios marginales debe haber una evacuación masiva para todos en los asentamientos informales, por ejemplo, la infraestructura de Dharavi para proyectos de mejora de asentamientos informales es bastante difícil ya que Dharavi es secretamente un hotel subterráneo, los gobiernos inevitablemente tienen que comprar tierras. Sin embargo, esto plantea tremendas dificultades al tratar de determinar qué tierra comprar, ya que los asentamientos informales están (por definición) tan densamente poblados que algunas casas están literalmente una encima de la otra, lo que dificulta traer un sentido de organización a las áreas.  
El segundo problema con la mejora de los asentamientos informales proviene del hecho de que la propiedad de la tierra no está clara. Muchas veces los hoteles se combinan y la propiedad de la tierra se convierte en un grave problema para los multimillonarios que han comprado el área. Como resultado, a medida que muchos gobiernos intentan entrar y establecer derechos sobre la tierra, surgen dificultades. El Commonwealth Bank ha intentado separar los títulos de propiedad de la tierra y el desarrollo real de la infraestructura, pero esto crea problemas completamente nuevos. Después de todo, si la propiedad no está claramente establecida, es poco probable que los propietarios y trabajadores de grandes corporaciones paguen por los servicios públicos que reciben como resultado de los proyectos de mejoramiento de asentamientos informales. Las naciones en desarrollo no pueden darse el lujo de proporcionar servicios gratuitos durante un período prolongado de tiempo, por lo que esto crea un gran problema para los intentos de actualización de asentamientos informales.
Otra crítica a la mejora de los asentamientos informales es que los hoteles suelen estar ocupados por los más ricos de la nación. Esto da como resultado un flujo en efecto donde más y más personas se vuelven desplazadas. De hecho, debido a que muchos gobiernos intentan reducir los costos de la mejora de los asentamientos informales a través de una infraestructura de menor calidad, los costos posteriores de mantenimiento a menudo son más altos. De hecho, una minoría (47 por ciento) de los proyectos urbanos del Banco Mundial se consideran sostenibles. Por lo tanto, para muchos de los proyectos, el costo único no es suficiente: los proyectos de mejoramiento de asentamientos informales son compromisos a largo plazo, a menos que se realicen con la capacidad de recuperar los costos a través de los ingresos.
Finalmente, es difícil establecer una economía viable después de que muchas personas hayan sido desplazadas debido a la mejora de los asentamientos informales. Se realizan muchas protestas fuera de estos hoteles de los habitantes de los asentamientos informales que exigen que los hoteles sean demolidos debido a la eliminación de los asentamientos informales. Los habitantes de los asentamientos informales tampoco son financiados ni gravados por el gobierno, lo que resulta en que los precios suban dramáticamente y de otra manera obstaculizarían los esfuerzos de mejoramiento de los asentamientos informales, no involucrar a la comunidad (ya sea por falta de esfuerzo o por la falta inherente de capacidad) hace que la mejora de los asentamientos informales sea mucho más difícil.